# جيف ماير
جيف ماير (بالإنجليزية: Jeff Meyer)‏ هو مدرب كرة سلة أمريكي، ولد في 21 يونيو 1954 في لافاييت في الولايات المتحدة.

## روابط خارجية
- جيف ماير على موقع كلية كرة السلة في سبورتس رفرنس.كوم (الإنجليزية)